# کری آرورا
کری آرورا (۷ ژانویهٔ ۱۹۷۷) دی‌جی اهل هند است. او بیشتر به‌عنوان نخستین دی‌جی زن در هند شناخته شده‌است. آرورا در سال ۱۹۹۷ دی‌جی را آغاز کرد و به پنجمین آهنگساز زن در بالیوود بدل شد. او از آن زمان تاکنون در زمینه‌های مختلفی از جمله آهنگسازی، نوشتن ترانه، خوانندگی رپ و آواز گرانج نیز فعالیت داشته‌است.

## ترانه‌شناسی

### موسیقی متن
| عنوان                    | جزئیات | سال  |
| ------------------------ | --- | ---- |
| ساتیا دوباره بازگشته است | - فیلم: ساتیا ۲ - موسیقی: کری آرورا - ترانه‌سرا: کری آرورا - خوانندگان: ارسلان آخون، کری آرورا - دیالوگ‌ها: ماکاراند دشپانده - کارگردان: رام گوپال وارما - تهیه‌کننده: ام سامانث کومار ردی - لیبل: تی-سریز - فرمت‌ها: دانلود دیجیتال، سی‌دی | ۲۰۱۳ |
| تینکو که سحاره           | - فیلم: الهه‌های عصبانی هند - موسیقی: کری آرورا - ترانه‌سرا: کری آرورا - خوانندگان: کری آرورا - کارگردان: پان نالین - تهیه‌کننده: گوراو زینگرا - لیبل: تی-سریز - فرمت‌ها: دانلود دیجیتال، سی‌دی                                             | ۲۰۱۵ |

### ریمیکس‌ها
| عنوان                     | جزئیات | سال  |
| ------------------------- | --- | ---- |
| ریمیکس بابوجی دیرای چالنا | - ریمیکس: کری آرورا - خواننده: سمیرا رضا - آلبوم: روح - لیبل: مون‌لایت پروداکشنز - فرمت‌ها: دانلود دیجیتال، سی‌دی                | ۲۰۱۱ |
| ریمیکس دو لافزون کی های   | - ریمیکس: کری آرورا - خواننده: شینا چاولا - لیبل: پاورپلی رکوردز - فرمت‌ها: دانلود دیجیتال، سی‌دی                               | ۲۰۱۱ |
| ریمیکس عشق من رسوا        | - ریمیکس: کری آرورا - خواننده: انوشا - فیلم: عشق خطرناک - کارگردان: ویکرام بات - لیبل: تی-سریز - فرمت‌ها: دانلود دیجیتال، سی‌دی | ۲۰۱۲ |

### تک‌آهنگ‌ها
| عنوان          | جزئیات | سال  |
| -------------- | --- | ---- |
| «به آهنگ غروب» | - موسیقی، خواننده: کری آرورا - ترانه‌سرا: پوجا - ژانر: لانژ - لیبل: اسپکترال رکوردز - فرمت‌ها: دانلود دیجیتال، سی‌دی        | ۲۰۱۳ |
| به امید دیدار  | - موسیقی، ترانه‌سرا، خواننده: کری آرورا - ژانر: موسیقی رقص بالیوود - لیبل: اسپکترال رکوردز - فرمت‌ها: دانلود دیجیتال، سی‌دی | ۲۰۱۳ |

### موسیقی پس‌زمینه
| عنوان                  | جزئیات                                                              | سال  |
| ---------------------- | ------------------------------------------------------------------- | ---- |
| ۴۸ ثانیه ملودی صبحگاهی | - موسیقی، ترانه‌سرا، خواننده: کری آرورا - تهیه‌کننده: سی‌ان‌ئی‌بی پی‌وی‌تی | ۲۰۰۹ |